# Haley Tju
Haley Tju (* 15. Februar 2001) ist eine US-amerikanische Schauspielerin und Synchronsprecherin, die durch ihre Auftritte in diversen US-Jugendserien internationale Bekanntheit erlangte. Ihre drei Jahre ältere Schwester Brianne Tju ist ebenfalls als Schauspielerin aktiv und kam bislang zumeist ebenfalls in diversen US-Jugendserien zum Einsatz.

## Leben und Karriere
Nach mehreren Engagements ihrer älteren Schwester wurde auch Haley Tju als Model im Werbebereich angemeldet und hatte in einem Werbespot für Pizza Hut ihren ersten Auftritt im Fernsehen. Zu ersten Einsätzen in namhaften Film- und Fernsehproduktionen kam die chinesisch-indonesischstämmige Schauspielerin 2008, als sie in einer Episode von Tasty Time with ZeFronk als Synchronsprecherin mitwirkte und im selben Jahr in einer Folge von Hannah Montana zu sehen war. Nach einem weiteren Gastauftritt in Desperate Housewives 2009 hatte sie im folgenden Jahr eine wiederkehrende Rolle in Dance-A-Lot Robot inne. Außerdem sah man sie als junge London Tipton (gespielt von Brenda Song) in der US-Jugend-Sitcom Zack & Cody an Bord, sowie als Rose in Burning Palms und als Tina Destiny im Disney Channel Original Movie Mein Bruder, die Pfadfinderin!.
2011 war sie mit Tripp’s Rockband, The Event, Happily Divorced und Mike & Molly in einer Reihe von US-Serien in jeweils einer Episode zu sehen. Nachdem sie 2012 auch an einer Folge der kurzlebigen 20th-Century-Fox-Television-Sitcom The New Normal mitwirkte, erhielt sie in NBCs Go On mit Matthew Perry eine wiederkehrende Rolle. Als Abby war sie dabei in der 9. und 17. Episode der ebenfalls nur kurzlebigen Serie zu sehen. Neben Auftritten in Mike Manasewitschs Nickelodeon-Produktion The Dumb Show und einer Folge von Jessie übernahm Tju 2013 auch die Rolle des Alien Sqweep in der Fernsehserie Monsters vs. Aliens, die auf dem gleichnamigen Kinofilm basiert. In der deutschsprachigen Synchronfassung der Serie leiht Maximiliane Häcke dem Alien Sqweep ihre Stimme. 2014 folgten mit dem Nickelodeon-Pilotfilm Smart Alec und dem Nickelodeon-Kurzfilm Pizza Bear Delivery Challenge weitere Produktionen, an denen Haley Tju mitgewirkt hat.
So sah man sie nicht nur als Darcy Wong in zwei Folgen von Die Thundermans, sondern auch in einer Episode der nach drei ausgestrahlten Staffeln eingestellten Sitcom See Dad Run. In der deutschsprachigen Fassung von Die Thundermans wird ihr Charakter von Katie Pfleghar gesprochen. Parallel zu dem am 1. August 2015 erstmals ausgestrahlten Nickelodeon-Film The Massively Mixed-Up Middle School Mystery tritt Tju seit diesem Jahr auch in der Hauptrolle der Pepper Silverstein in Bella and the Bulldogs in Erscheinung. Die Sängerin und Schauspielerin Josefin Hagen ist seit dieser Serie ihre deutsche Stimme.
2016 war Tju im Nickelodeon-Film Rufus in der Rolle der Paige zu sehen. Auch heute ist Haley Tju neben ihrer Schauspielerei weiterhin im Werbebereich tätig und hatte unter anderem Ende 2014 einen Auftritt mit Amber Montana in einem Werbespot zum Spielzeug NERF Rebelle.

## Filmografie
Filmauftritte
- 2010: Burning Palms
- 2010: Mein Bruder, die Pfadfinderin! (Den Brother)
- 2013: The Dumb Show
- 2014: Smart Alec (Pilotfilm)
- 2014: Pizza Bear Delivery Challenge (Kurzfilm)
- 2015: The Massively Mixed-Up Middle School Mystery
- 2016: Rufus (Fernsehfilm)
- 2017: Rufus 2 (Fernsehfilm)

Fernsehserien
- 2008: Tasty Time with ZeFronk (Synchronrolle, 1 Episode)
- 2008: Hannah Montana (1 Episode)
- 2009: Desperate Housewives (1 Episode)
- 2010: Dance-A-Lot Robot (5 Episoden)
- 2010: Zack & Cody an Bord (The Suite Life on Deck, 1 Episode)
- 2011: Tripp’s Rockband (I’m in the Band, 1 Episode)
- 2011: The Event (1 Episode)
- 2011: Happily Divorced (1 Episode)
- 2011: Mike & Molly (1 Episode)
- 2012: The New Normal (1 Episode)
- 2012–2013: Go On (2 Episoden)
- 2013: Jessie (1 Episode)
- 2013–2014: Monsters vs. Aliens (Synchronrolle, 18 Episoden)
- 2014: Die Thundermans (The Thundermans, 2 Episoden)
- 2014: See Dad Run (1 Episode)
- 2015–2016: Bella and the Bulldogs
- 2017: Bones – Die Knochenjägerin (Bones, 1 Episode)
- 2017–2018: K.C. Undercover (5 Episoden)
- 2018: Kung Fu Panda: Die Tatzen des Schicksals (Kung Fu Panda: The Paws of Destiny, Sprechrolle)
- 2019–2020: Diebische Elstern (Trinkets, Fernsehserie, 6 Episoden)
- 2020–2022: Disney Amphibia (17 Episoden)